# Черноголовый белобрюхий попугай
Черноголовый белобрюхий попугай (лат. Pionites melanocephala) — вид птиц семейства попугаевых.

## Внешний вид
Длина тела 23-24 см, хвоста 6 см. Окраска очень красивая. Голова, от лба до затылка, окрашена в чёрный цвет. Уздечка и окологлазные кольца зелёные. «Лицевая» часть головы, горло оранжево-жёлтые. Верх шеи от границы спины до затылка и вниз до груди охвачен широким поясом оранжево-коричневого цвета, на котором бывают несколько синих перьев. Спина, крылья и верхняя сторона хвоста зелёные. Грудь, брюхо кремово-белые с лёгким желтоватым оттенком. Перья голени, вокруг бедра и с боков — оранжевые, как и внутренняя сторона хвоста. Клюв чёрно-серый. Радужка оранжевая. Ноги серые.
Черноголовый белобрюхий попугай в полёте издаёт громкий пронзительный визг «skeeea .. skeeea», или хриплый визг или скрип, например, «screeéyr, screeyer-screeyer-screeyer». На присаде разнообразные крики очень громкие, некоторые музыкальные, но другие не похожи на крики птиц.

## Распространение
Обитает в Гайане, на севере Бразилии, северо-востоке Перу, востоке Эквадора и юге Колумбии.

## Образ жизни
Населяет влажные тропические леса, людских поселений обычно сторонится. Питается семенами диких растений, плодами и орехами, но иногда залетает и на кукурузные плантации. Большими стаями собираются только на местах обильной кормёжки, а обычно держатся парами или семейными группами. Наибольшую активность проявляют на рассвете и ближе к вечеру. 

## Размножение
В кладке четыре яйца, насиживание длится 26 дней. Молодые вылетают из гнезда в возрасте 63-68 дней.

## Содержание
Быстро привыкают к человеку и становятся ручными.

## Классификация
Выделяют 2 подвида:
- Pionites melanocephala melanocephala (Linnaeus, 1758) — номинативный подвид.
- Западный черношапочный попугай Pionites melanocephala pallidus (Berlepsch, 1889) — имеет сходную окраску с номинативным подвидом, но брюхо у него чисто-белое, без жёлтого оттенка и перья боков и голени жёлтые.